# Brownie's Little Venus
Brownie's Little Venus è un cortometraggio muto del 1921 scritto e diretto da Fred C. Fishback.

## Produzione
Il film fu prodotto dalla Century Film.

## Distribuzione
Distribuito dall'Universal Film Manufacturing Company, il film - un cortometraggio in due bobine - uscì nelle sale cinematografiche USA il 14 settembre 1921.